# Urgleptes xantho
Urgleptes xantho är en skalbaggsart som först beskrevs av Bates 1885.  Urgleptes xantho ingår i släktet Urgleptes och familjen långhorningar.
Artens utbredningsområde är Guatemala. Inga underarter finns listade i Catalogue of Life.